# Rinaldo
Rinaldo (HWV 7) er en opera seria i tre akter af Georg Friedrich Händel til en libretto af Giacomo Rossi. Den fik premiere i London på  Queen's Theatre den 24. Februar 1711 og blev straks en succes. Fra premieren blev den opført 12 på hinanden følgende gange, hvilket ikke tidligere var set, og modtog en god kritik. I det 20. århundrede har Händels operaer set begyndelsen til en renæssance, hvilket førte til genopførelser af Rinaldo i England og i Amerika, efter at den havde været opført i Tyskland.